# Hedsor Water

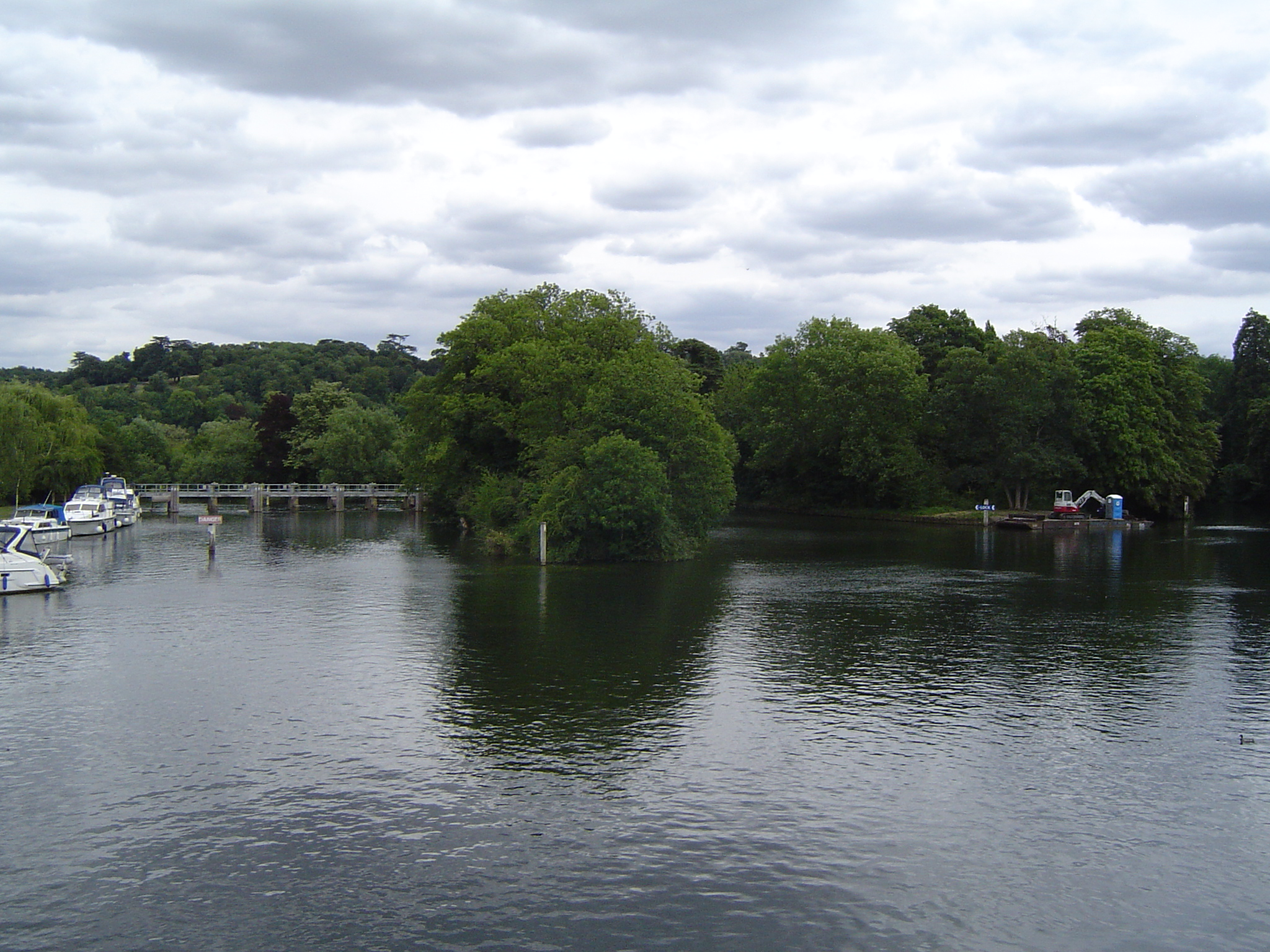
Hedsor Water ganz links im Bild mit dem Wehr (Blickrichtung flussabwärts)

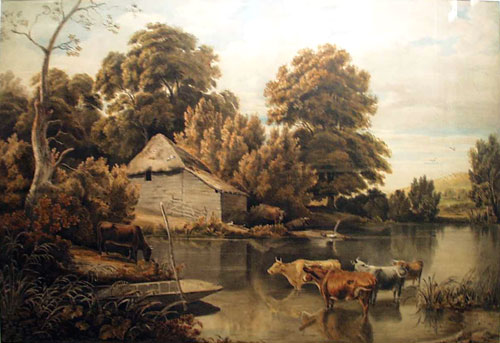
Hedsor Wharf 1812 von William Havell

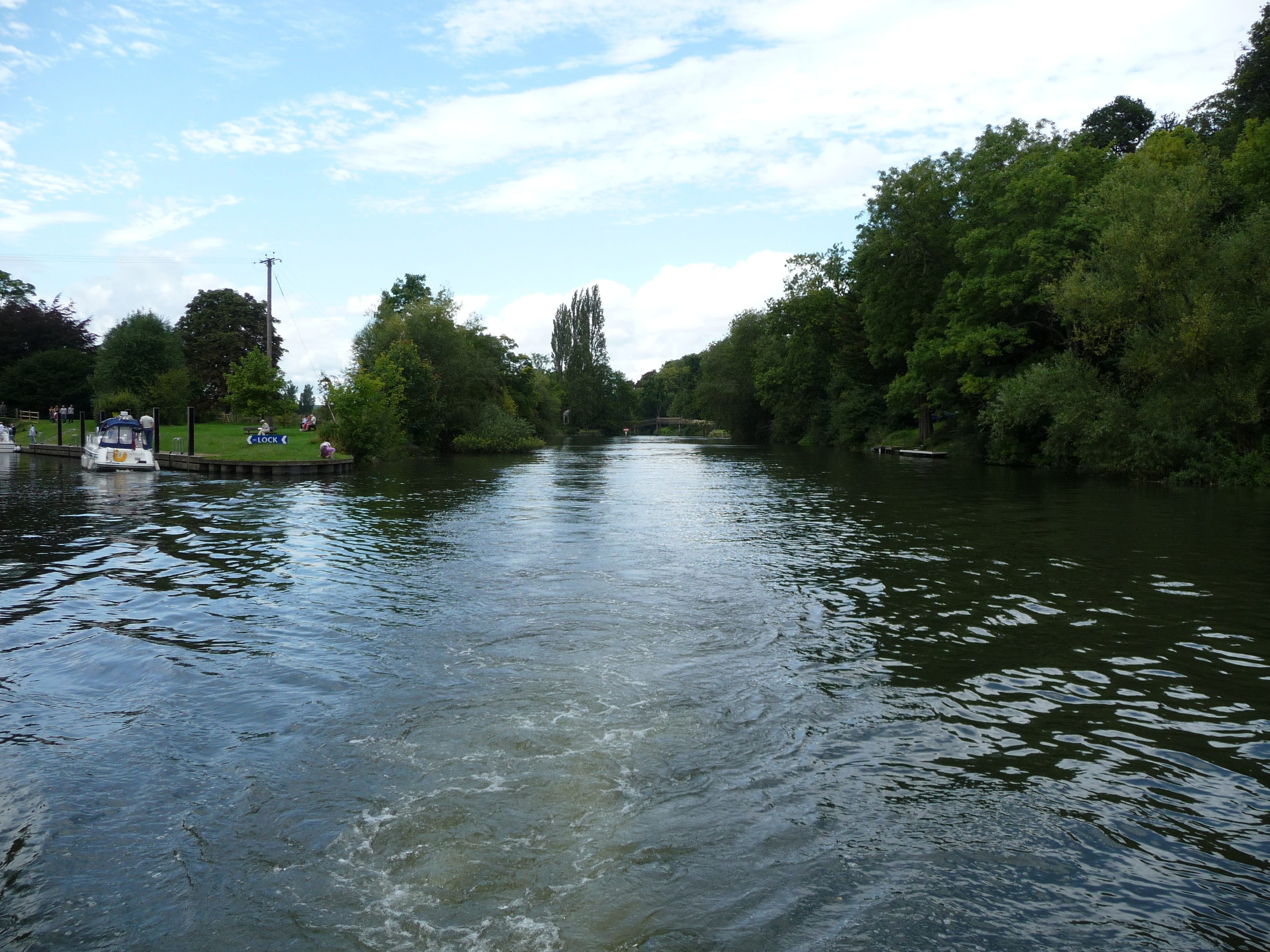
Das südliche Ende von Hedsor Water mit der Zufahrt zum Cookham Lock links im Bild (Blickrichtung flussaufwärts)

Hedsor Water ist ein Abschnitt der Themse nahe Cookham, Berkshire, der im Norden von Sashes Island liegt und damit zur Hälfte auch zu Buckinghamshire gehört. Hedsor Water war früher die Hauptschifffahrstrecke des Flusses, wurde aber durch den Bau des Cookham Lock 1830 umgangen. Schifffahrt ist nun außer für kleine Boote nur auf den ersten 100 m am flussabwärts gelegenen Ende möglich. Dort gibt es auch Anlegestellen.
Das Cookham Lock wurde 1830 eröffnet, aber es gab noch kein Wehr zu dieser Zeit. 1832 verlangte George Irby, 3. Baron Boston Besitzer des nahen Hedsor House eine Entschädigung für den Verlust an Rechten am Leinpfad am Fluss, die ihm gewährt wurde. 1837 wurde beschlossen, dass ein Wehr gebaut würde, das über das Hedsor Water laufen sollte. Dies führte zu weiteren Schadensersatzansprüchen von Lord Boston. Er sah den Handel vom Anleger, den er dort besaß, beeinträchtigt. Der Anlegeplatz Hedson Wharf im oberen Teil des Hedsor Water war ein wichtiger Handelsplatz. Papier aus der Papierfabrik in Cockerham wurde hier verladen. Auch die Steine, die für den Bau des Herrenhauses Shardeloes gebraucht wurden, wurden aus Oxford zur Hedsor Wharf gebracht. Die einzige Entschädigung, die er diesmal erhielt, war der Einbau einer Stauschleuse in das Wehr. Diese Schleuse wurde entfernt, als die Cockerham Schleuse 1869 erneuert wurde, da Lord Boston Aalreusen im Fluss angebracht hatte.
2003 war Hedsor Water Gegenstand eines Rechtsstreits vor dem High Court, in dem Josie Rowland, die Witwe von Tiny Rowland als Besitzerin des Hedsor Wharf Estate vergeblich versuchte der Öffentlichkeit das Wegerecht in dem Abschnitt des Flusses zu entziehen.